# Каннингем, Джефф
Джефф Ка́ннингем (англ. Jeff Cunningham; родился 21 августа 1976 года в Монтего-Бей, Ямайка) — американский футболист ямайского происхождения, нападающий, известный по выступлениям за «Коламбус Крю» и сборной США. Двукратный обладатель золотой бутсы MLS.

## Клубная карьера
Каннингем родился на Ямайке. В возрасте 14 лет он переехал во Флориду, где три сезона играл в футбол за университетскую команду «Саут Флорида Буллус».
После окончания университета в 1998 году он был выбран «Коламбус Крю» на драфте. Уже в следующем сезона Джефф стал основным футболистом команды и её лидером. В составе Крю он выиграл Кубок Ламара Ханта и MLS Supporters’ Shield. За команду Каннингем провел 182 матча и забил 62 мяча за 6 сезонов. В сезоне 2004 он не показал высокой результативности и покинул команду. Его новым клубом стал «Колорадо Рэпидз». Джефф забил за «Рэпидз» 12 голов, а также дважды поразил ворота английского «Фулхэма» в матче всех звезд и был признан футболистом встречи. В 2006 году Каннингем перешёл в «Реал Солт-Лейк», став заменой ушедшему Клинту Мэтису. В 2006 году с 16 голами и 11 голевыми передачами Джефф стал лучшим бомбардиром MLS.
22 мая 2007 года Каннингем был обменян на драфте в «Торонто». Он выбрал себе 96 номер, именно столько голов Джефф забил на момент своего перехода в канадский клуб. В своем втором сезоне после плохой реализации моментов в Лиге чемпионов КОНКАКАФ Каннингем попал в немилость к тренеру.
Летом 2008 года он перешёл в «Даллас». 17 августа в своем дебютном матче клуб против «Коламбус Крю» Каннингем забил гол. Этот гол стал 100-м для Джеффа в MLS. 2 августа 2009 года в поединке против «Спортинг Канзас-Сити» он сделал покер. В том же сезоне Каннингем во второй раз завоевал звание лучшего бомбардира MLS.
В 2011 году Джефф вернулся в «Коламбус Крю». После окончания сезона 2011 он покинул клуб и ещё два года провел выступая за гватемальский «Комуникасьонес» и в Североамериканской лиге за «Сан-Антонио Скорпионс».

## Международная карьера
В 1999 году в товарищеском матче против сборной Ганы Каннигем за сборную Ямайки. В ноябре 2001 года Джефф получил американское гражданство и получил право выступать за сборную США. 9 декабря он дебютировал за национальную команду в матче против сборной Южной Кореи. В 2002 году Каннингем был включен в заявку сборной на участие в Золотом кубке КОНКАКАФ. На турнире он принял участие в двух матчах против сборных Южной Кореи и Кубы. В 2003 году Джефф в составе национальной команды принял участие в Кубке Конфедераций. На турнире он был запасным и на поле так и не вышел. 18 ноября 2009 года в матче против сборной Дании Джефф забил свой первый гол за национальную команду.

### Голы за сборную США
| #   | Дата           | Место                 | Противник | Счёт | Результат | Соревнование      |
| --- | -------------- | --------------------- | --------- | ---- | --------- | ----------------- |
| 01. | 18 ноября 2009 | Атлетон, Орхус, Дания | Дания     | 3:1  | 3:1       | Товарищеский матч |

## Достижения
Командные
 «Коламбус Крю»
- Обладатель MLS Supporters’ Shield — 2002
- Обладатель Кубка Ламара Ханта — 2004

Международные
 США
- Золотой кубок КОНКАКАФ — 2002

Индивидуальные
- Лучший бомбардир MLS — 2006
- Лучший бомбардир MLS — 2009